# Moscou-Soir
Moscou-Soir, (en russe : Vechernyaya Moskva, Вечерняя Москва) est un quotidien russe moscovite publié depuis 1923.

## Histoire
Le journal est fondé en 1923, et sa première parution date du 6 décembre de cette année-là. Initialement contrôlé par le Mossoviet, et donc par le Parti communiste soviétique, il devient indépendant en 1990. Le journal publie quotidiennement un numéro, à l’exception du week-end. Édité et distribué dans la capitale russe, c’est un journal local de grande envergure. C’est le plus ancien journal du soir russe encore en activité, et l’un des plus populaires à Moscou, avec plus de 780 000 numéros vendus chaque semaine.